# Alyson Stoner
Alyson Rae Stoner (ur. 11 sierpnia 1993 w Toledo w Ohio) – amerykańska aktorka, piosenkarka i tancerka.
Nagrała nową wersję piosenki Dancing in the Moonlight. Najbardziej znana z roli Max, nastoletniej dziewczyny w serialu Nie ma to jak hotel, Caitlyn w filmach wytwórni Walta Disneya Camp Rock, Camp Rock 2: Wielki finał oraz Camille w filmach Step Up: Taniec zmysłów, Step Up 3-D i Step Up: All in.

## Filmografia

### Filmy
- 2003: Fałszywa dwunastka – Sarah Baker
- 2005: Fałszywa dwunastka II – Sarah Baker
- 2006: Step Up: Taniec zmysłów – Camille Gage
- 2007: Dzieciaki z High School Musical – Alice McKinley
- 2008: Camp Rock – Caitlyn
- 2010: Step Up 3-D – Camille Gage
- 2010: Camp Rock 2: Wielki finał – Caitlyn
- 2012: Prometeusz – młoda Elizabeth Shaw
- 2014: Step Up: All In – Camille Gage

### Seriale

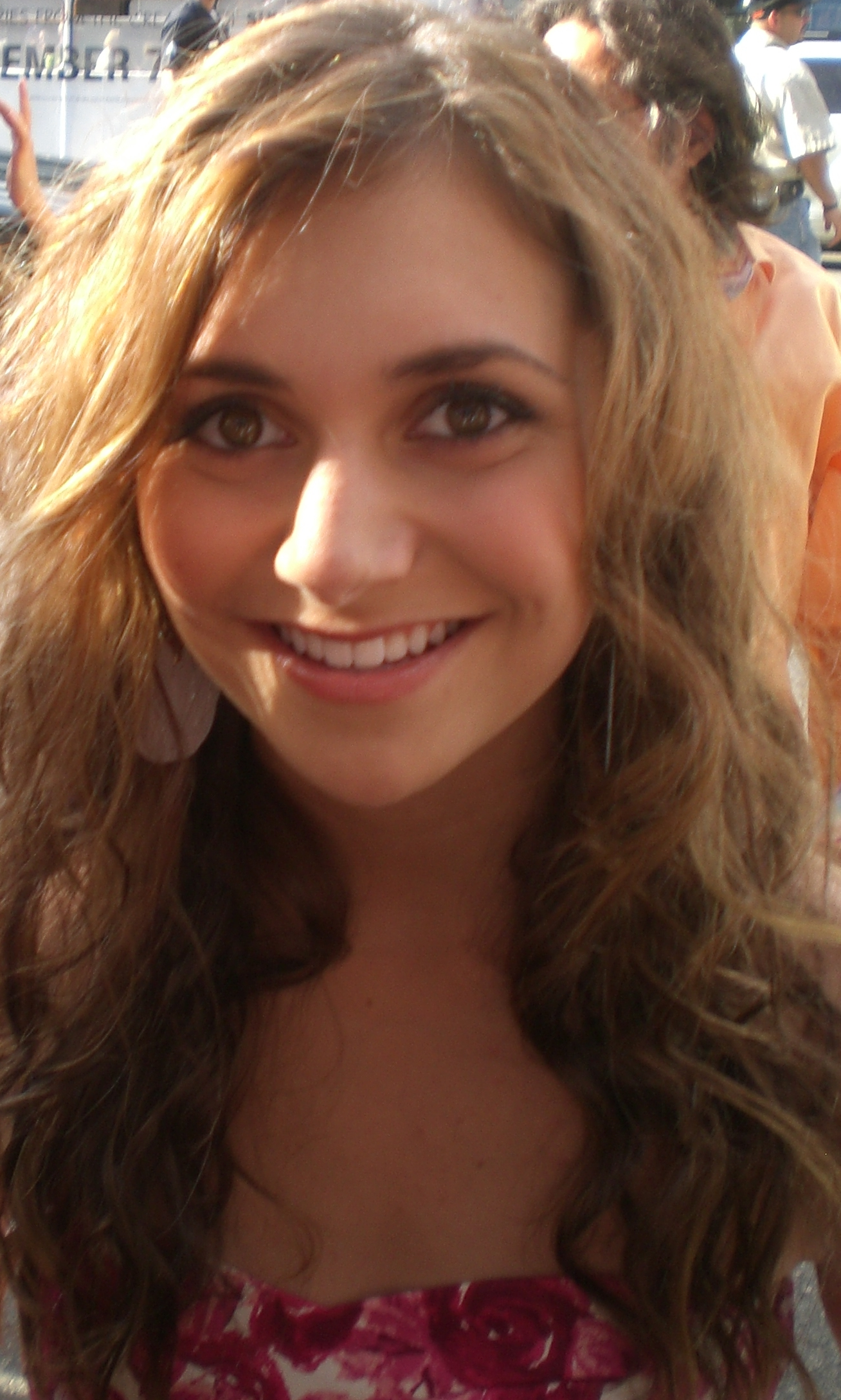
Alyson Stoner (2008)

- 2004: Randka z gwiazdą – Dylan Cassidy
- 2004: Drake i Josh – Melissa / Wendy
- 2005: Świat Raven – Ally Parker
- 2005–2007: Nie ma to jak hotel – Max
- 2006: Joey – Kaley
- 2010: Dr House – Della

### Teledyski
- 2002: „Work It” – Missy Eliott (utwór z albumu Under Construction)
- 2003: „Gossip Folks” – Missy Elliott
- 2004: „Just Lose It” – tańcząca dziewczynka
- 2012: „We Got The Beat” – tancerka

### Dubbing
- 1994: Szopy w natarciu – różne głosy (wersja angielska)
- 2002: Lilo i Stich – Victoria (niewymieniona w napisach)
- 2004: Garfield – Szczurze dziecko
- 2005: Lilo i Stitch (serial) – Victoria
- 2006: W.I.T.C.H. Czarodziejki – Lilian
- 2007–2014: Fineasz i Ferb – Izabela, Jenny, Mindy
- 2008: Kingdom Hearts Re:Chain of Memories – Kairi (wersja angielska)
- 2009: Kingdom Hearts: 358/2 Days – Xion / Kairi (wersja angielska)
- 2020: Młodzi Tytani: Film – Izabela, Jenny